# 754
El 754 (DCCLIV) fou un any comú començat en dimarts del calendari julià.

## Esdeveniments
- Creació dels Estats Pontificis.[1]
- 5 de juny: Bonifaci de Fulda és assassinat per bandits a Dokkum.[2]